# Karl Grob
Karl Grob (Küsnacht, 30 mei 1946 - 20 april 2019) was een Zwitsers voetballer die speelde als doelman.

## Carrière
Grob begon zijn carrière bij de lokale derdeklasser FC Küsnacht waar hij twee seizoenen actief was in de eerste ploeg voordat hij naar FC Zürich trok. Bij Zürich speelde hij meer dan twintig jaar, brak tal van records voor Zürich en won vijf landstitels en vier bekers. Hij had op het einde van zijn carrière 513 wedstrijden in de hoogste klasse gespeeld en record dat niet lang standhield want enkele jaren later brak de tot Zwitsers genaturaliseerde Spanjaard Alvaro Lopez het record. Hij speelde nog korte tijd bij tweedeklasser FC Biel-Bienne. Op het einde van zijn voetbalcarrière was hij 42 jaar.
Ondanks zijn successen bij Zürich kreeg hij weinig kansen bij de nationale ploeg, hij speelde maar zeven interlands voor Zwitserland. Hij moest bijna altijd de plek laten aan Erich Burgener.

## Erelijst
- FC Zürich
  - Landskampioen: 1968, 1974, 1975, 1976, 1981
  - Zwitserse voetbalbeker: 1970, 1972, 1973, 1976